# Porte Maillot (metropolitana di Parigi)
Porte Maillot è una stazione della linea 1 della metropolitana di Parigi.

## Storia
Il nome della stazione deriva dal vecchio cancello per il Bois de Boulogne, il cui nome deriva probabilmente da maille, o croquet.
La prima stazione chiamata "Porte Maillot" fu aperta nel 1900 e costituì il capolinea della linea 1. Era costituito da un anello che permetteva ai treni di girare senza effettuare cambi di direzione o di binario. Come Porte Dauphine e Porte de Vincennes, fu allestita con una sala di attesa centrale e i binari su entrambi i lati, con due tunnel. La stazione fu sostituita con l'estensione della linea 1 fino a Pont de Neuilly nel 1937 e, nel 1992, divenne un'area di ricevimento della RATP. Oggi è l'Espace Maillot.

## Interscambi
Dal 1988 questa stazione serve la stazione Neuilly - Porte Maillot della linea RER C. Le due stazioni sono collegate tramite un lungo corridoio.